# Гила Лустигер
Гила Лустигер (на немски: Gila Lustiger) е германска писателка, авторка на романи и есета.

## Биография
Гила Лустигер е родена на 27 април 1963 г. във Франкфурт на Майн. Дъщеря е на виден историк от полско-еврейски произход.
През 1981 г. заминава за Израел, където от 1982 до 1986 г. следва германистика и компаративистика в Еврейския университет в Йерусалим. От 1983 до 1986 г. същевременно преподава немска литература и детска литература в Тел Авив.
През 1987 г. Гила Лустигер отива с писателя Емануел Мозес в Париж, където живее до днес. До 1989 г. работи като журналистка за немскоезичната програма на „Radio France Internationale“ и за ZDF. След 1989 г. сътрудничи като редактор в различни френски издателства.
От 1995 г. Лустигер започва да публикува романи. През 1997 г. взима участие в литературния конкурс Ингеборг Бахман в Клагенфурт. Става член на немския ПЕН клуб.

## Творчество
В първия си роман „Инвентаризация“ („Die Bestandsaufnahme“) (1995) Гила Лустигер пресъздава съдби на евреи по времето на Третия Райх.
С автобиографичния си роман „Такива, каквито сме“ („So sind wir“) (2005), в който описва историята на едно еврейско семейство в следвоенна Германия, постига публичен успех.
Писателката е отличена с престижни литературни награди.

## Награди и отличия
- 2005: „Немска награда за книга“ (финалист)
- 2015: „Награда Роберт Гернхарт“
- 2016: „Награда Якоб Васерман“
- 2016: „Награда Хорст Бингел“
- 2017: „Награда Щефан Андерс“